# Giovanni Mardersteig
Giovanni Mardersteig, nom original Hans Mardersteig, (8 de gener de 1892, Weimar, Alemanya - 27 de desembre de 1977, Verona, Itàlia) Va estudiar dret a les universitats de Bonn, Vienna, Kiel i finalment a Jena, on es doctorà el 1915. Fou un tipògraf d'origen alemany nacionalitzat italià, creador de caràcters tipogràfics, historiador de l'art i editor. També fou empresari, com a fundador de la gràfica privada Officina Bodoni el 1922 a Montagnola, Suïssa que posteriorment es traslladà el 1927 a Verona, Itàlia. L'Officina Bodoni fou coneguda per publicar llibres amb el més alt estàndard en l'art de la impressió.